# Тундама
Тунда́ма (Tundama, викривлене від індіанського Дуїтама) — стародавня держава цивілізації чибча-муїсків на північному сході плато Боготи, в басейні річки Суарес, на території сучасної Колумбії.
На початок XVI століття в склад Тундама входили племена:
- чикамоча,
- суата,
- окавіта,
- онсага,
- сатіва,
- читагото,
- суса,
- серінса,
- тутаса,
- турачоке,
- ікабеско та ін.

Мова жителів — дуїт — належала до мовної сім'ї чибча, хоча і відрізнялась від мови південних муїсків.
Останній правитель Тундама в 1538-1541 роках проводив стійкий опір іспанським конкістадорам.
В сучасній Колумбії існує місто Дуїтама, засноване на місці стародавньої столиці держави Тундама.